# Блос, Вильгельм Йозеф
Вильгельм Йозеф Блос (нем. Wilhelm Josef Blos; 5 октября 1849, Вертхайм, — 6 июля 1927, Каннштатт) — немецкий журналист, писатель, историк и политик. В 1918—1919 годах министр-президент (с 1919 года именовался государственным президентом) и министр иностранных дел Свободного народного государства Вюртемберг.

## Биография

### Юность
Отец Вильгельма, сельский врач Алоис Блос, умер, когда Вильгельму было 7 лет. Появившийся впоследствии у Вильгельма отчим непрестанно издевался над ним, и с 14 лет он жил у бабушки с дедушкой (позднее Блос подал в суд на отчима, обвинив того в получении наследства обманным путём, и выиграл дело). В 1868 году после получения аттестата зрелости поступил во Фрайбургский университет, где изучал историю и германистику.

### Начало политической и журналистской деятельности
Проучившись в университете три семестра, Блос покинул университет из-за безденежья и стал журналистом. До 1875 года работал в различных журналах, в том числе социал-демократических. Во время работы в Konstanzer Volksfreund он был обвинен в нарушении законов о прессе. В 1872 году в Нюрнберге вступил в Социал-демократическую рабочую партию. В Айзенахе познакомился с Августом Бебелем, Вильгельмом Либкнехтом, Карлом Марксом и Фридрихом Энгельсом. После ареста Бебеля, Либкнехта и Адольфа Гепнера Блос вынужден был взять на себя редактирование партийного журнала Volksstaat (в 1874 году был вновь обвинен в нарушении законов о прессе и приговорен к трем месяцам лишения свободы). В 1875 году он основал в Майнце сатирический еженедельник Mainzer Eulenspiegel, но вскоре был снова заключен в тюрьму.

### Гамбург
С осени 1875 года Блос работал во вновь созданной Hamburg-Altonaer Volksblatt. До 1880 года занимал пост редактора (совместно с рабочим поэтом Якобом Аудорфом); также совместно с Игнацем Ауэром возглавлял газету Gerichtszeitung.
В 1877 году Блос стал членом рейхстага от княжества Рёйсс (старшей линии), и пробыл там один год. В дальнейшем представлял в рейхстаге Брауншвейг (в 1881—1887, 1890—1906 и 1912—1918 годах).
19 октября 1878 года рейхстагом был принят Исключительный закон против социалистов, в результате чего закрылись многие социал-демократические издания. В более либеральном Гамбурге исполнение этого закона затянулось. В 1879 году Блос при поддержке издателя И. Г. В. Дица основал сатирический журнал Der Wahre Jacob (вышло лишь 12 номеров). После введения 29 октября 1880 года ограниченного осадного положения Блос, Ауэр и другие социал-демократы были уволены из имперских ведомств Гамбурга и Пруссии.

### Штутгарт
В 1882 году Блос переехал в Штутгарт, где социал-демократов преследовали менее строго, и участвовал в организации журнала Die Neue Zeit. Он пытался сместить с поста главного редактора Карла Каутского, считая его излишне радикальным, но это Блосу не удалось. В 1884 году Блос возглавил газету Berliner Volksblatt как подставной редактор, несущий ответственность в случае судебных преследований. В том же году Блос и Диц возобновили выпуск Der Wahre Jacob. До 1887 года Блос был главным редактором, а также написал большое количество статей, сатир и стихотворений — иногда используя псевдонимы «А. Титус» и «Ганс Флукс».
В 1890 году Исключительный закон был отменен, после чего Блос покинул Berliner Volksblatt. В связи с изменившейся обстановкой в стране прежняя политика социал-демократов стала неприемлема для Блоса, который с этого момента выступал за союз с Национал-либеральной партией и зарекомендовал себя как реформист.
Кроме парламентской деятельности, Блос занялся литературным трудом. Он опубликовал несколько романов социально-критической направленности, автобиографическую книгу Denkwürdigkeiten eines Sozialdemokraten («Мемуары социал-демократа»), но особое внимание уделил популяризаторским работам по истории рабочего движения, желая ознакомить с социал-демократическими взглядами как можно более широкий круг читателей. Около этого времени стали выходить в свет его исторические работы «Французская революция 1789—1804 гг.» и «История германской революции 1848 года». 
В 1905 году женился на Анне Томашевской.

### Вюртембергский государственный президент
После Ноябрьской революции 9 ноября 1918 года Блос возглавил правительство Свободного народного государства Вюртемберг как министр-президент (с 1919 года именовался государственным президентом), а также стал министром иностранных дел. То, что выбор пал на Блоса, скорее всего, объяснялось его умеренной политической позицией, обеспечившей ему поддержку как радикальных социал-демократов и буржуазии, так и социал-демократов и представителей Советов. Правительство было сформировано только из социал-демократов и независимых социал-демократов. 11 ноября в правительство Блоса вошли также представители буржуазных партий. 30 ноября король Вюртемберга Вильгельм II отрекся от престола. 12 января 1919 года состоялись выборы в Учредительное собрание, которое утвердило Блоса в должности. 6 июня 1920 года прошли выборы в ландтаг первого созыва. Социал-демократы получили на них 16,1 % голосов, заняв тем самым лишь 3-е место, и 23 июня Блос ушел в отставку, передав власть Иоганнесу фон Хиберу.
Остаток жизни провел в качестве частного лица, продолжая литературную деятельность.

## Сочинения

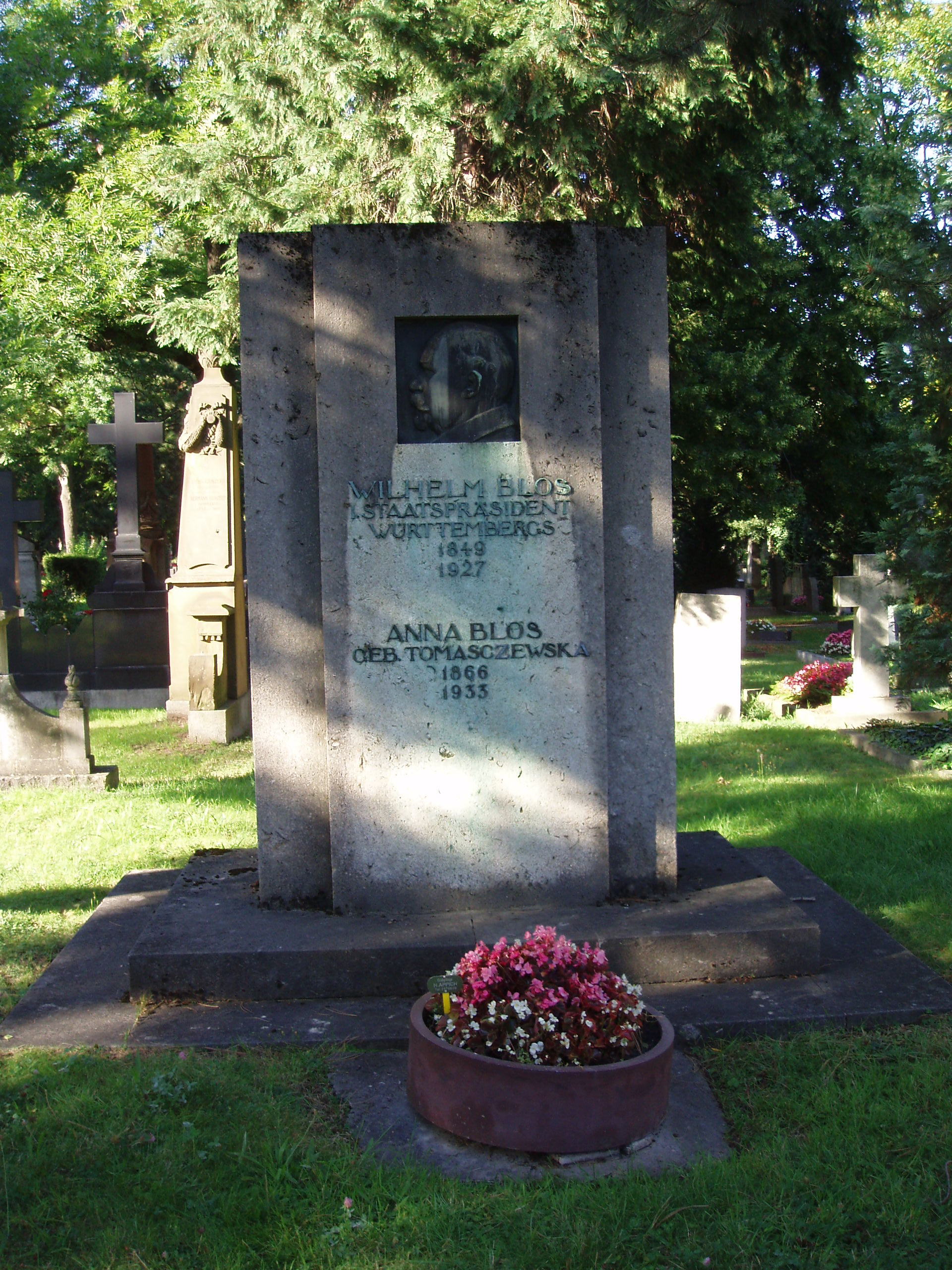
Могила Вильгельма Блоса на штутгартском кладбище Прагфридхоф

- (как A. Titus) Der König von Corsika. Eine romantische Dichtung. — Hamburg: Kriebel, 1881.
- Die Französische Revolution. Volksthümliche Darstellung der Ereignisse und Zustände in Frankreich von 1789—1804. — Stuttgart: Dietz, 1888.
- Das Ende vom Lied. Sozialer Roman. — Dresden: Minden, 1892.
- Die Deutsche Revolution. Geschichte der deutschen Bewegung von 1848 und 1849. — Berlin: Dietz, 1893.
- Die Geächteten. Sozialpolitischer Roman aus der Zeit des Sozialistengesetzes. — Frankfurt am Main: Buchh. Volksstimme Maier, 1907.
- Badische Revolutionsgeschichten aus den Jahren 1848 und 1849. — Manheim: Partei-Buchhandlung, 1910.
- Die neue Aera. — Berlin: Internat. Korrespondenz, 1916.
- Denkwürdigkeiten eines Sozialdemokraten. (Band 1: München, 1914; Band 2: München, 1919). (online)
- Zur Marxfeier // Sozialistische Monatshefte. Band 24, Heft 8, 1918, Ausg. vom 1. Mai 1918, S. 404—406 (online)
- mit Paul Hahn: Denkwürdigkeiten aus der Umwälzung. Stuttgart: Bergers Literar. Büro u. Verlagsanst., 1923.
- Von der Monarchie zum Volksstaat. Zur Geschichte der Revolution in Deutschland insbesondere in Württemberg. 2 Bände. — Stuttgart: Bergers Literar. Büro u. Verlagsanst., 1922—1923.
- Florian Geyer. Lebens- und Charakterbild aus dem großen Bauernkrieg. — Berlin: Dietz, 1924.
- Der Untergang des Frankfurter Parlaments. — Frankfurt (Main): Societaets-Druckerei, 1924.

### Издания на русском языке
- Французская революция. Изложение событий и общественного состояния во Франции от 1789 до 1804 года. СПб: Паллада, 1906.
- История французской революции. СПб., 1907.
- Германская революция. История движения 1848—1849 в Германии, 2 изд., М., 1922.